# Racconigi (métro de Turin)
Pour les articles homonymes, voir Racconigi (homonymie).
Racconigi est une station de la ligne 1 du métro de Turin, située corso Francia, la plus longue avenue de Turin.